# Nikolay Artamonov
Nikolay N. Artamonov (1906 — 1965) foi um engenheiro de foguetes soviético.
A cratera lunar Artamonov é denominada em sua homenagem.